# Mzilikazi
Mzilikazi (vers 1790 dans le Zululand - 9 septembre 1868 à Ingama, Matabeleland), également connu sous le nom de Mosilikatze, était un général de l'armée du Roi Shaka et le fondateur du royaume Matabele (Mthwakazi) au Matabeleland (situé dans l'actuel Zimbabwe). 

## Biographie
À  l'origine, Mzilikazi, issu du clan K(h)umalo, est un des meilleurs lieutenants de Chaka, le roi des Zoulous. Mais à la suite d'une querelle avec ce dernier, il se rebelle. Vaincu, il fuit vers le nord, emmenant avec lui les membres de son clan.
D'abord réfugié sur le territoire de l'actuel Mozambique, il s'installe en 1826 dans l'ouest du Transvaal pour échapper à ses poursuivants chargés de le tuer sur ordre de Chaka. 
Sur son passage, il pille et tue tous ceux qu'il rencontre, comme le roi Nzunza Magodongo, à moins que ceux-ci ne se joignent  à son armée. Participant actif du Mfecane, Mzilikazi pratique un despotisme militaire du même type que son modèle, Chaka, et supprime tout opposition politique et militaire, remodelant le territoire en fonction du nouvel ordre ndébélé. Le nombre de morts n'a jamais été déterminé avec précision mais la région du Transvaal était si dépeuplée, dix ans plus tard, que les Trekboers ont été en mesure de prendre possession de toutes les meilleures terres avec une relative facilité en raison de l'absence de population capable de résister,. Après avoir dominé le Transvaal pendant dix ans, Mzilikazi est défait par les Voortrekkers lors de la bataille de Vegkop en 1836. 
En 1838, Mzilikazi est contraint de fuir la région et de traverser le fleuve Limpopo, quittant définitivement le Transvaal. 
Il parcourt une partie de l'actuel Botswana, pousse jusqu'au territoire de l'actuel Zambie où il est refoulé par les tribus locales et par les maladies transmises par la mouche tsé-tsé. Durant le voyage, alors qu'il explore la vallée du Zambèze, il est séparé du gros de sa tribu qui le croit mort et proclame son héritier désigné, Nkulumane, comme successeur. Quand Mzilikazi retrouve les siens, il se montre impitoyable et fait exécuter son fils et les chefs qui l'avaient prématurément nommé. 
Finalement, en 1840, Mzilikazi se fixe dans une région peuplée de tribus shonas qu'il asservit et fonde le Matabeleland (situé dans le sud-ouest de l'actuel Zimbabwe). Il établit un système politique et militaire sur le modèle qu'il avait connu au royaume zoulou ce qui lui permet de repousser les Boers (1847-1851) et d'être reconnu par le gouvernement boer de la toute jeune république sud-africaine du Transvaal avec laquelle il signe un traité de paix en 1852.  
Durant son règne sur le Matabeleland, Mzilikazi refusa quasi systématiquement aux voyageurs et explorateurs blancs tout accès à son royaume. Il y eut des exceptions comme le missionnaire Robert Moffat et l'explorateur David Livingstone. 
Dirigeant le Matabeleland depuis sa capitale fixée à Gu-Bulawayo (signifiant lieu d'abattage), Mzilikazi meurt en 1868, laissant le royaume Matabele entre les mains de son fils, Lobengula.